# Soul Kitchen
Soul Kitchen és una pel·lícula de comèdia alemanya de 2009 dirigida per Fatih Akın, amb guió del mateix Akın i Adam Bousdoukos, basada en la història de Bousdoukos sobre les seves pròpies experiències com a propietari d'una taverna grega anomenada "Taverna", on Akın era client habitual. La pel·lícula es va estrenar el 10 de setembre de 2009 a l'edició del Festival Internacional de Cinema de Venècia on va ser guardonada amb el Lleó d'Argent-Gran Premi del Jurat, i a Alemanya el 25 de desembre del mateix any.

## Argument
Zinos, d'origen grec, és el propietari d'un restaurant a Hamburg que no para d'endeutar-se, el Soul Kitchen. La seva vida es capgira quan la Nadine, la seva xicota, el deixa i se'n va a Xangai. tampoc ajuda la contractació d'un nou xef, ni la presència de la banda de punk rock que hi assaja. Però Zino no es rendeix. Desenvolupa un nou concepte de negoci i finalment els clients troben el camí de tornada cap al restaurant. Tot i que el restaurant torna a funcionar, el desamor continua jugant-li una mala passada. Per això decideix visitar la seva xicota a Xangai i deixar el seu restaurant en mans del seu germà, l'Ilias. Però aquesta decisió no està exempta de conseqüències.

## Repartiment

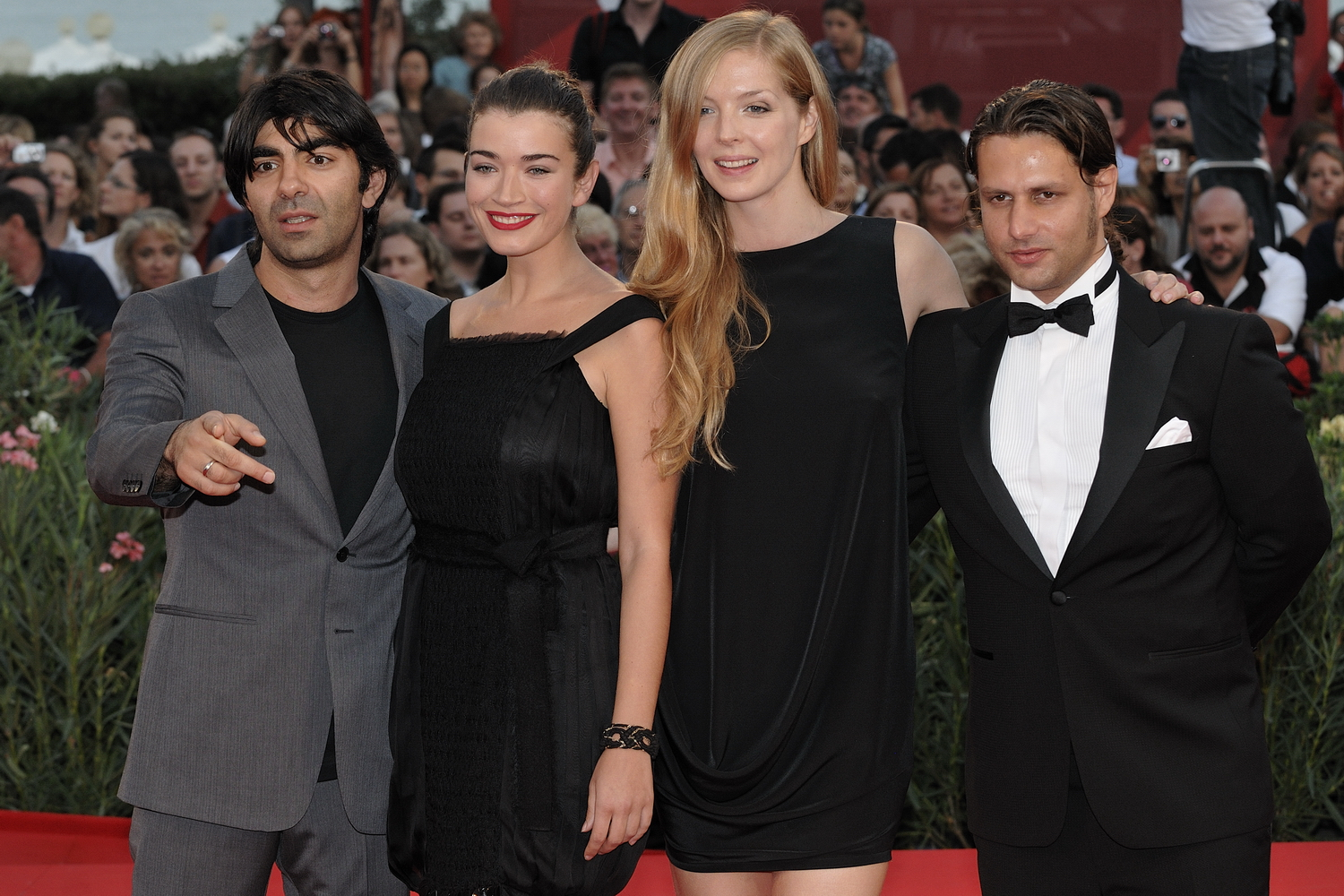
Akın, Bederke, Roggan i Bousdoukos al Festival de Venècia.

- Adam Bousdoukos com a Zinos Kazantsakis
- Birol Ünel com a Shayn Weiss
- Moritz Bleibtreu com a Illias Kazantsakis
- Anna Bederke com a Lucia Faust
- Pheline Roggan com a Nadine Krüger
- Dorka Gryllus com a Anna Mondstein
- Wotan Wilke Möhring com a Thomas Neumann
- Lucas Gregorowicz com a Lutz
- Demir Gökgöl com a Sokrates
- Udo Kier com a Herr Jung
- Monica Bleibtreu com l'àvia Krüger
- Marc Hosemann com a Ziege
- Cem Akın com a Milli
- Jan Fedder com a Herr Meyer
- Catrin Striebeck com a Frau Schuster
- Uğur Yücel com a "Trencaossos" Kemal
- Maria Ketikidou com a agent de policia.
- Hendrik von Bültzingslöwen com l'assistent de Frau Schuster.
- Julia Wachsmann com a Tanja
- Maverick Quek com a Mr. Han
- Markus Imboden com a Nadine's father
- Gudrun Egner com la mare de la Nadine.
- Arne Benzing, Piotr Gregorowicz, Hans Ludwiczak, and Jan Weichsel com els música de la Bad Boy Boogiez Band.
- Peter Jordan com el notari.

## Localització

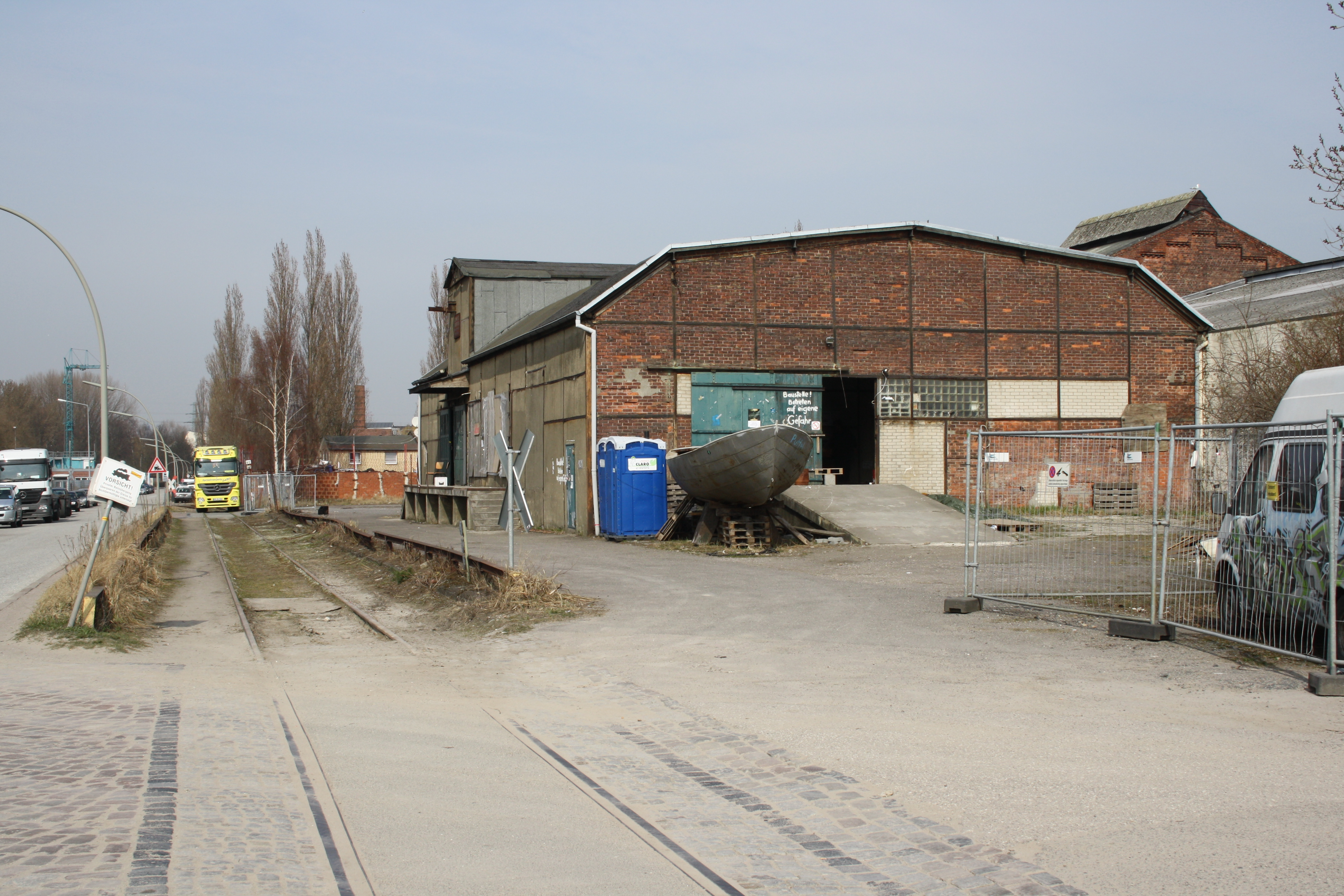
Magatzem que va servir com a decorat del restaurant de Soul Kitchen.

La filmació va tenir lloc principalment al barri de Wilhelmsburg a Hamburg, lloc de naixement de Fatih Akın. i on es reflecteixen un tema general de la pel·lícula, la lluita dels cambrers del Soul Kitchen contra la gentrificació.
El restaurant es va crear expressament per a la pel·lícula en un edifici fabril a Wilhelmsburg. Des del 18 de juny de 2010, la sala s'utilitza per a diversos esdeveniments musicals i culturals. A més, a la pel·lícula també es poden veure "els costats bonics i turístics de la metròpoli hanseàtica. L'escena del cementiri es va filmar al cementiri de Riensberg a Bremen, i les escenes de presó van ser filmades al centre penitenciari de Bremen.

## Banda sonora
Michael Giltz del The Huffington Post va qualificar la banda sonora de la pel·lícula d'"una explosió". Conté diferents versions de la cançó La Paloma, que es toca "en directe" al Soul Kitchen. A més, a la pel·lícula el públic pot escoltar cançons de Quincy Jones, Kool & the Gang, The Isley Brothers, Mongo Santamaría, Markos Vamvakaris i Jan Delay. La pel·lícula acaba amb la portada de Louis Armstrong de The Creator Has a Master Plan. Hans Albers està representat amb la cançó d'èxit Das letzte Hemd hat leider keine Taschen. La cançó Soul Kitchen de The Doors estava pensada originalment per reproduir-se en una escena, però els drets de la cançó finalment eren massa cars per al cineasta, així que la va canviar per una cançó de Curtis Mayfield. Els drets d'una cançó més antiga de Prince, el músic favorit absolut del personatge principal a la novel·la Soul Kitchen, no es van poder adquirir per a la pel·lícula a causa de les diferències entre Prince i Warner Bros.
Universal Music va publicar un disc compacte amb la banda sonora, i la primera setmana de 2010 va arribar a ser la segona entrada més alta a les llistes d'àlbums alemanys darrere de la banda sonora de la pel·lícula Avatar.

## Acollida del públic
Soul Kitchen no només va tenir una bona acollida per la premsa professional i el públic del Festival Internacional de Cinema de Venècia. A Alemanya, la comèdia d'Akin va tenir, amb diferència, l'estrena teatral més exitosa de la història pel que fa a les entrades. Ja el primer cap de setmana, 160.000 persones van veure la pel·lícula. Al final de la primera setmana, la pel·lícula se situava al número 5 de les llistes de cinema alemanys. Després de deu dies, més de mig milió de persones l'havien vist. La pel·lícula també va estar entre els deu primers en les llistes de cinema a Suïssa i Àustria.

## Premis i nominacions
- Soul Kitchen va rebre una invitació per competir a l'edició 2009 del Festival Internacional de Cinema de Venècia, on la pel·lícula d'Akin va guanyar el "Lleó d'Argent - Gran Premi del Jurat", el segon premi més important de la competició.[10] També va rebre el "Premi de Cinema Jove" d'un jurat internacional del públic.
- Premi "Art Cinema" de l'Associació Internacional de Teatres Artístics del Festival de Cinema d'Hamburg 2009.
- Inclusió a la llista final de la millor adaptació literària internacional a la Fira del Llibre de Frankfurt 2009.
- Premi de cinema d'Alemanya del Nord 2009 en la categoria "Millor guió".
- Tercer lloc als Premis Kulturnews 2009 en la categoria de "Millor llibre" pel Llibre abans de la pel·lícula.
- Nominacions al Premi de la Crítica de Cinema Alemany per Rainer Klausman (càmera) i Andrew Bird (muntatge).
- Nominacions al Premi del Cinema Alemany 2010 en les categories de "Millor pel·lícula" i "Muntatge".
- Nominació als Premis David di Donatello 2010 com a "Millor pel·lícula" d'un país de la Unió Europea.
- Nominació als Premis del Cinema Europeu 2010 com a "Millor pel·lícula".[11]
- Premi de Cinema del Nord d'Alemanya 2010 en la categoria "Millor llargmetratge".